# Scott (New York)
Pour les articles homonymes, voir Scott.
Scott est une ville du Comté de Cortland dans l'État de New York.
Sa population était de 1 176 habitants en 2010.

## Historique
Les premiers colons sont arrivés en 1799. La ville a été fondée en 1815. Elle doit son nom au général Winfield Scott.
La ville est le lieu de naissance de James Henry Salisbury.